# Jerome (Idaho)
Jerome település az Amerikai Egyesült Államok Idaho államában, Jerome megyében, melynek megyeszékhelye is. Lakosainak száma 12 349 fő (2020. április 1.).

## Népesség
A település népességének változása:

| 2010 | 10 890 |
| 2020 | 12 349 |